# Pörnbach

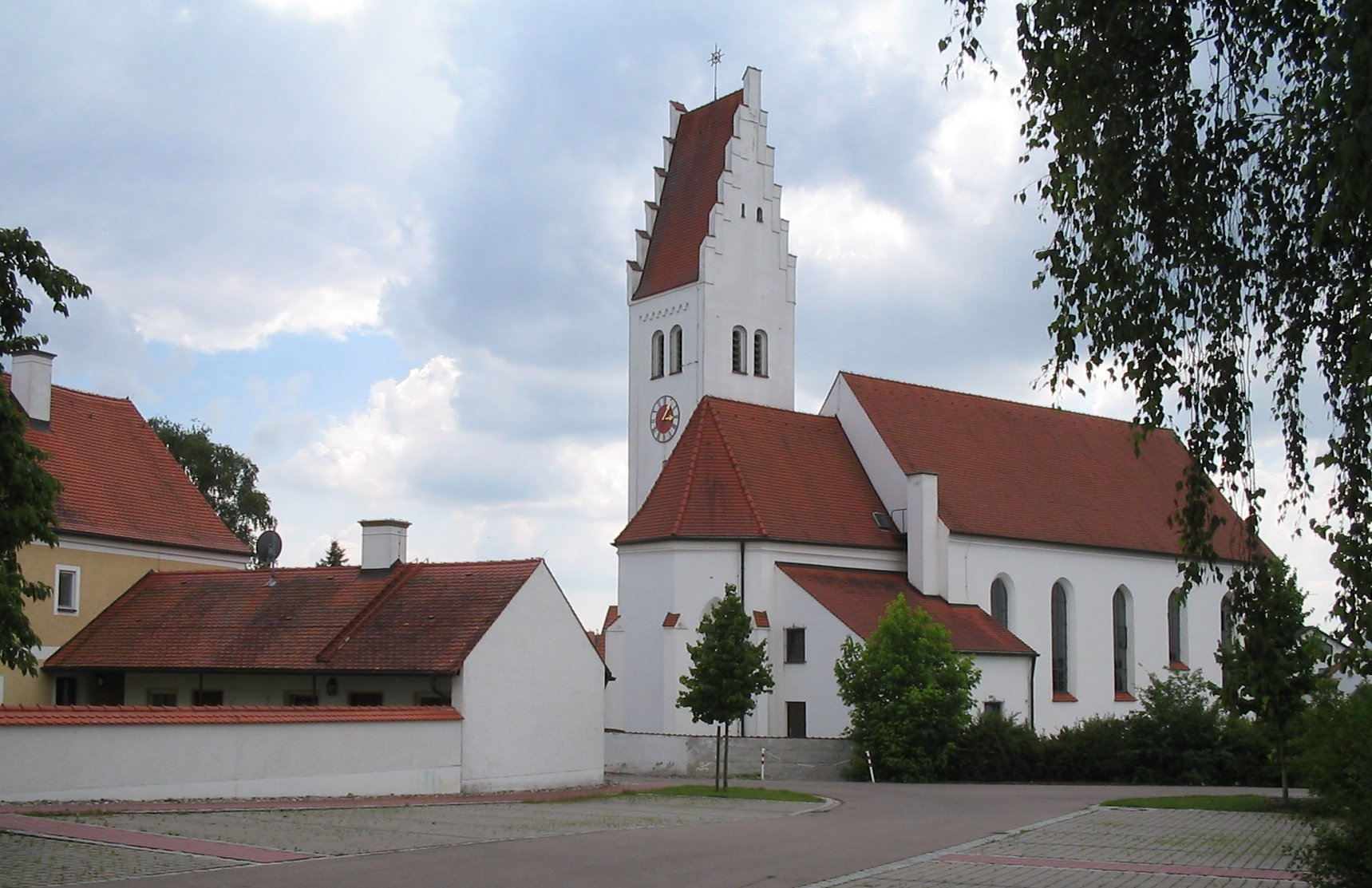
Kościół

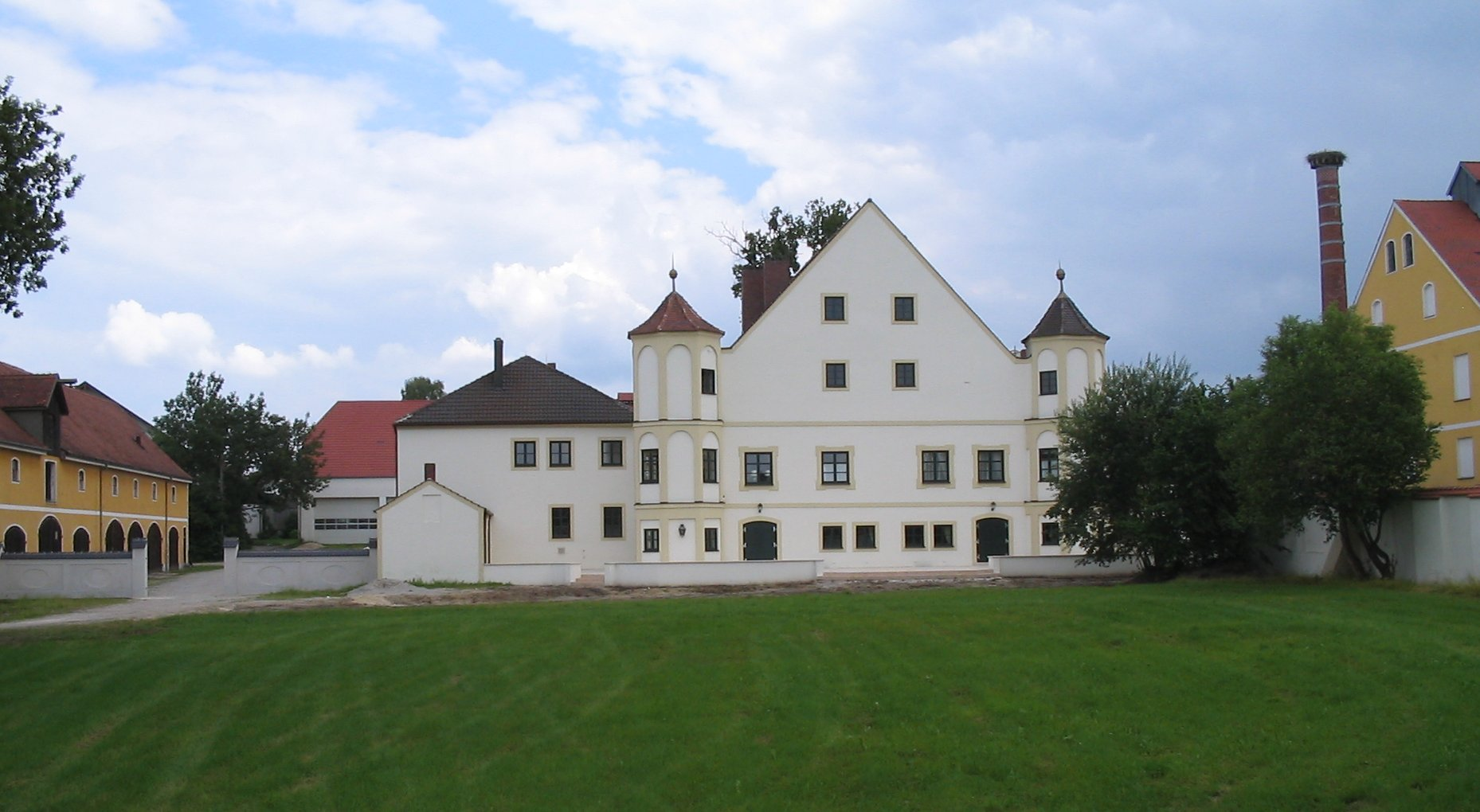
Zamek Toering

Pörnbach – miejscowość i gmina w Niemczech, w kraju związkowym Bawaria, w rejencji Górna Bawaria, w regionie Ingolstadt, w powiecie Pfaffenhofen an der Ilm, wchodzi w skład wspólnoty administracyjnej Reichertshofen. Leży około 10 km na północny zachód od Pfaffenhofen an der Ilm, przy drodze B13.

## Dzielnice
W skład gminy wchodzą trzy dzielnice:
- Puch
- Pörnbach
- Raitbach

## Demografia
| Rok  | Liczba mieszk. |
| ---- | -------------- |
| 1970 | 1 365          |
| 1987 | 1 485          |
| 2000 | 1 817          |
| 2005 | 2 000          |

### Struktura wiekowa
Dane o ludności z 31 grudnia 2008:
| Opis                                | Ogółem | Ogółem | Kobiety | Kobiety | Mężczyźni | Mężczyźni |
| ----------------------------------- | ------ | ------ | ------- | ------- | --------- | --------- |
| Jednostka                           | osób   | %      | osób    | %       | osób      | %         |
| Populacja                           | 2082   | 100    | 1002    | 48,13   | 1080      | 51,87     |
| Wiek przedprodukcyjny (0–17 lat)    | 444    | 21,33  | 205     | 9,85    | 239       | 11,48     |
| Wiek produkcyjny (18–65 lat)        | 1301   | 62,49  | 614     | 29,49   | 687       | 33        |
| Wiek poprodukcyjny (powyżej 65 lat) | 337    | 16,19  | 183     | 8,79    | 154       | 7,4       |

## Polityka
Wójtem gminy jest Alois Ilmberger z DG, rada gminy składa się z 14 osób.
|      | FUWG | DG | WGP | Razem |
| 2008 | 5    | 6  | 3   | 14    |
| 2002 | 5    | 5  | 2   | 12    |

## Oświata
W gminie znajduje się przedszkole (50 miejsc) oraz szkoła podstawowa.